# Facteurs Chevaux
Pour les articles homonymes, voir Facteur Cheval.
Facteurs Chevaux est un groupe de musique folk français. Il est formé en 2013 par Sammy Decoster et Fabien Guidollet.

## Biographie
Les deux musiciens ont eu plusieurs aventures musicales avant de se rencontrer dans le groupe Verone. Le duo est attaché aux ambiances naturelles, sauvages, forestières. Il aime notamment composer et écrire dans massif de la Chartreuse, dans les Alpes,. Leur nom est une évocation de Ferdinand Cheval, appelé Facteur Cheval, figure fondatrice de l'art naïf.
Au début de 2020, le groupe annonce la sortie d'un nouvel album. À la fin de l'année, ils sortent leur deuxième album, Chante-nuit,,. Pendant la pandémie de Covid-19 en France, le groupe interprète Chante-nuit en télé-concert.

## Style musical
Musicalement, le duo est très attaché aux traditions folk qui travaillent les harmonies vocales : Simon and Garfunkel, The Everly Brothers. L'accompagnement musical est très épuré : le plus souvent une guitare acoustique en arpège. Leurs textes sont en français, et évoquent poétiquement des histoires naturalistes, et des contes pour adultes.

## Discographie

### Albums studio
- 2016 : La Maison sous les eaux (La Grange aux Belles)
- 2020 : Chante-nuit (La Grange aux Belles)

### EP
- 2013 : Facteurs Chevaux (auto-produit)